# Cungrea
Cungrea é uma comuna romena localizada no distrito de Olt, na região de Oltênia. A comuna possui uma área de 67.14 km² e sua população era de 2425 habitantes segundo o censo de 2007.